# Seznam rimskih pisateljev
Seznam rimskih pisateljev.

## A
Apulej -
Avguštin -

## P
Petronij -
Plinij mlajši - 
Plinij starejši -

## T
Terencij -
Tertulijan -